# Brachysiphon acutus
Brachysiphon acutus är en tvåhjärtbladig växtart som först beskrevs av Carl Peter Thunberg, och fick sitt nu gällande namn av Antoine Laurent de Jussieu. Brachysiphon acutus ingår i släktet Brachysiphon och familjen Penaeaceae. Inga underarter finns listade i Catalogue of Life.